# Aier smiten
Aier smiten (nordfrisisk for Æggekast på tysk Eierwerfen) er en påsketradition på øen Sild, hvor den vinder, som kaster et påskeæg længst uden at bryde det ved stød. Ægget kan også rulles. Velegnede steder for at kaste eller rulle æg er steder med græs eller mos, f. eks ved Kejtum Klev eller Tinnumborg. Skikken kendes i Danmark som Æggekast og Æggerulning. Skikken med at kaste æg kendes også fra naboøerne Før og Amrum, hvor kastet bliver indledt med ordene Eike Poleike, kom sikkert ned igen (på amrum-frisisk: ..kem hial weder deel, på før-frisisk: ..kom hial weder deel). Lignende skikke finde f. eks. i Østfrisland, hvor den kaldes for Eiertrullern.